# Ernst II, Prinț de Hohenlohe-Langenburg
Ernst Wilhelm Friedrich Carl Maximilian, Prinț de Hohenlohe-Langenburg (13 septembrie 1863 – 11 decembrie 1950) a fost un aristocrat german, fiu al lui Hermann, Prinț de Hohenlohe-Langenburg și a Prințesei Leopoldine de Baden, fiica Prințului Wilhelm de Baden.

## Biografie
La 20 aprilie 1896 la Coburg, Germania s-a căsătorit cu nepoata reginei Victoria, Prințesa Alexandra de Saxa-Coburg-Gotha (sora reginei Maria a României), fiica lui Alfred, Duce de Saxa-Coburg și Gotha și a Marii Ducese Maria Alexandrovna a Rusiei.
A lucrat în Ministerul de Externe german și a fost asistentul tatălui său, care a fost guvernator german de Alsacia-Lorena din 1894 până în 1907. Din 1900 până în 1905 a fost regent al ducatului de Saxa-Coburg și Gotha pentru vărul soției sale, Charles Edward, Duce de Saxa-Coburg și Gotha. Din 1907 până în 1911 a servit în Reichstag și a fost vice-președinte în perioada 1909 - 1910. I-a succedat tatălui său ca Prinț de Hohenlohe-Langenburg în 1913. A servit guvernul german în diferite roluri militare și diplomatice în timpul Primului Război Mondial - ca delegat general pe Frontul de Est, ca Imperial comisar și Inspector militar și ca trimisul special la Constantinopol și Balcani.
După ce Hitler a preluat puterea în Germania, prințul, ai cărui fii se alăturaseră deja Partidului Nazist în 1931, s-a înscris și el în Partidul Nazist în 1936. După cel de-Al Doilea Război Mondial s-a retras; a murit la 11 decembrie 1950 la vârsta de 87 de ani la Langenburg, Baden-Württemberg, Germania.
Copii săi sunt descendenți atât ai reginei Victoria cât și ai surorii vitrege a reginei Victoria, Feodora de Leiningen.
Ernst și Alexandra au avut cinci copii:
- Gottfried, al 8-lea Prinț de Hohenlohe-Langenburg (24 mai 1897 - 11 mai 1960); căsătorit cu prințesa Margarita a Greciei și Danemarcei, au avut moștenitori
- Prințesa Marie Melita de Hohenlohe-Langenburg (18 ianuarie 1899 - 8 noiembrie 1967)
- Prințesa Alexandra de Hohenlohe-Langenburg (2 aprilie 1901 - 26 octombrie 1963)
- Prințesa Irma de Hohenlohe-Langenburg (4 iulie 1902 - 8 martie 1986)
- Prințul Alfred de Hohenlohe-Langenburg (16 aprilie 1911 - 18 aprilie 1911)

## Arbore genealogic
1. ↑  Autoritatea BnF, accesat în 10 octombrie 2015